# Lattenbergalm
Die Lattenbergalm ist eine Alm im Lattengebirge auf dem Gebiet der Gemeinde Schneizlreuth.

## Bauten
Der Kederbacher-Kaser befindet sich am westlichen Waldrand in einer sehr vernässten Zone. Der elf Meter lange Blockbau hat im Süden eine Giebellaube und im Norden einen mit Schwartlingen verkleideten Stallteil. Das Gebäude ist mit der Jahreszahl 1974 bezeichnet und auf der östlichen Traufseiten zweitürig erschlossen. An den Außenwänden befinden sich drei Wandbänke. Der Vorhof, der sog. Vouhaagl, ist nicht gestaltet. Der Kaser ist zweireihig mit Stacheldraht eingezäunt. Es gibt keinen Brunnen, stattdessen wird Regenwasser gesammelt. Früher gab es beim Kederbacher-Kaser noch einen Schupf, der jedoch schon seit längerer Zeit dem Verfall preisgegeben wurde.
Der Gschoß-Kaser befindet sich im südlichen Bereich der Almlichte. Der etwa 10 × 10 Meter große Blockbau hat Zugänge von beiden Giebelseiten. Es handelt sich um einen Rundumkaser mit einer offenen Feuerstelle. Der Vouhaagl ist ebenfalls nicht gestaltet. 
In der Parzellarkarte des BayernAtlas sind auf der Almlichte noch zwei weitere Gebäude eingezeichnet, von denen jedoch nur noch Reste erkennbar sind.

## Heutige Nutzung
1388 wurde die Lattenbergalm zum ersten Mal urkundlich erwähnt. Die Alm ist nicht bewirtet und wird im Hochsommer mit Jungvieh bestoßen.

## Lage
Die Lattenbergalm befindet sich im Lattengebirge unterhalb des Karspitzes auf einer Höhe von etwa 1480 m ü. NN. Von der Moosenalm im Nordwesten führt ein dürftiger Fahrweg zur Lattenbergalm, der Triebweg für das Vieh von der Mordaualm im Osten ist in gutem Zustand. Die Alm liegt direkt am Ramsauer Almerlebnisweg.